# Municipio de Berane
Berane (en serbio, Општина Беране) es un municipio de Montenegro. Tiene una población estimada, a mediados de 2021, de 26 013 habitantes.
Su capital y ciudad más importante es la localidad de Berane.

## Localidades
- Azane
- Babino
- Bastahe
- Bor (Berane)
- Bubanje
- Buče
- Budimlja
- Crni Vrh (Berane)
- Crvljevine
- Dapsići
- Dašča Rijeka
- Dobrodole
- Dolac (Berane)
- Donja Ržanica
- Donja Vrbica
- Donje Luge
- Donje Zaostro
- Dragosava
- Glavaca
- Godočelje
- Goražde (Berane)
- Gornja Vrbica
- Gornje Zaostro
- Jašovići
- Javorova
- Johovica (Berane)
- Kalica
- Kaludra (Berane)
- Kruščica (Berane)
- Kurikuće
- Lagatori
- Lazi (Berane)
- Lješnica
- Lubnice (Berane)
- Lužac
- Mašte
- Mezgalji
- Murovac
- Orah
- Orahovo
- Pahulj
- Pešca
- Petnjik
- Ponor (Berane)
- Poroče
- Praćevac
- Radmanci
- Radmuževići
- Rovca
- Rujišta
- Savin Bor
- Skakavac
- Štitari
- Tmušići
- Trpezi
- Tucanje
- Veliđe
- Vinicka
- Vrševo
- Vuča
- Zagorje (Berane)
- Zagrad (Berane)
- Zagrađe (Berane)